# ブガッティ・EB118
ブガッティ・EB118はブガッティが1998年のパリモーターショーで発表したコンセプトカーである。

## 概要
EB118は1998年のパリモーターショーで発表され、翌1999年のジュネーブモーターショーと東京モーターショーに、EB218とともに展示された。デザイナーはイタルデザインのジョルジェット・ジウジアーロで、そのデザインは1931年のタイプ50と57SC アトランティックからインスピレーションを受けている。生産台数はコンセプトカーが1台製造されたのみで、量産はされていない。

## パワートレイン
EB118にはフォルクスワーゲン設計のW18エンジンが搭載され、最高出力563PS (414kW; 555hp)、最大トルク649Nm (479lb・ft)を発揮する。また、ディアブロに搭載された四輪駆動システムを備えている。このパワートレインは1999年のEB218と18/3 シロンにも搭載された。

## 参照
1. ↑  https://web.archive.org/web/20110708045049/http://www.italdesign.it/project/bugatti-eb-118-eng